# ميوزيك ناو
قناة ميوزيك ناو أو الموسيقى الآن هي قناة موسيقية متخصصة تبعة ل شبكة أوربت شوتايم 

## نبذة عن القناة
أطلقت في مايو 1994 تملكها شركة أوربت للإتصالات بدأت بثها من روماإيطاليا مقرها الرئيسي حاليا في مدينة دبي للإعلامالإمارات العربية المتحدة إندمجت مع باقي قنوات شبكة أوربت عام 2009 مع باقة شوتايم وهي ضمن باقة ألفا العربية إعرف المزيد تقدم " الموسيقى الإقليمية ومزيج فريد من النكهات العالمية والشرقية التي تستهدف جميع أفراد العائلة العربية . كما تقدم هذه القناة مجموعة متنوعة من الإيقاعات والألحان العربية وتحيي لمحبي الموسيقى اللغة العالمية السحرية للموسيقى من خلال مزيج مميز من الفيديو كليب وأنجح الأغاني العربية والعالمية.